# Libellula composita
Libellula composita là loài chuồn chuồn trong họ Libellulidae. Loài này được Hagen mô tả khoa học đầu tiên năm 1873.